# Prudential Center
O Prudential Center é um ginásio localizado em Newark, New Jersey (EUA). Foi a casa do time de basquetebol da NBA New Jersey Nets, até a mudança da franquia em 2012 para o Brooklyn, em Nova Iorque, quando passou a se chamar Brooklyn Nets. Continua sendo a casa do time de hóquei no gelo da NHL New Jersey Devils.

## Galeria
- Interior na configuração para basquetebol
- Interior na configuração para hóquei no gelo.